# Sarcolaena delphinensis
Sarcolaena delphinensis – gatunek rośliny z rodziny Sarcolaenaceae. Występuje na Madagaskarze. 
Jest gatunkiem zagrożonym wyginięciem.